# Robert Jenrick

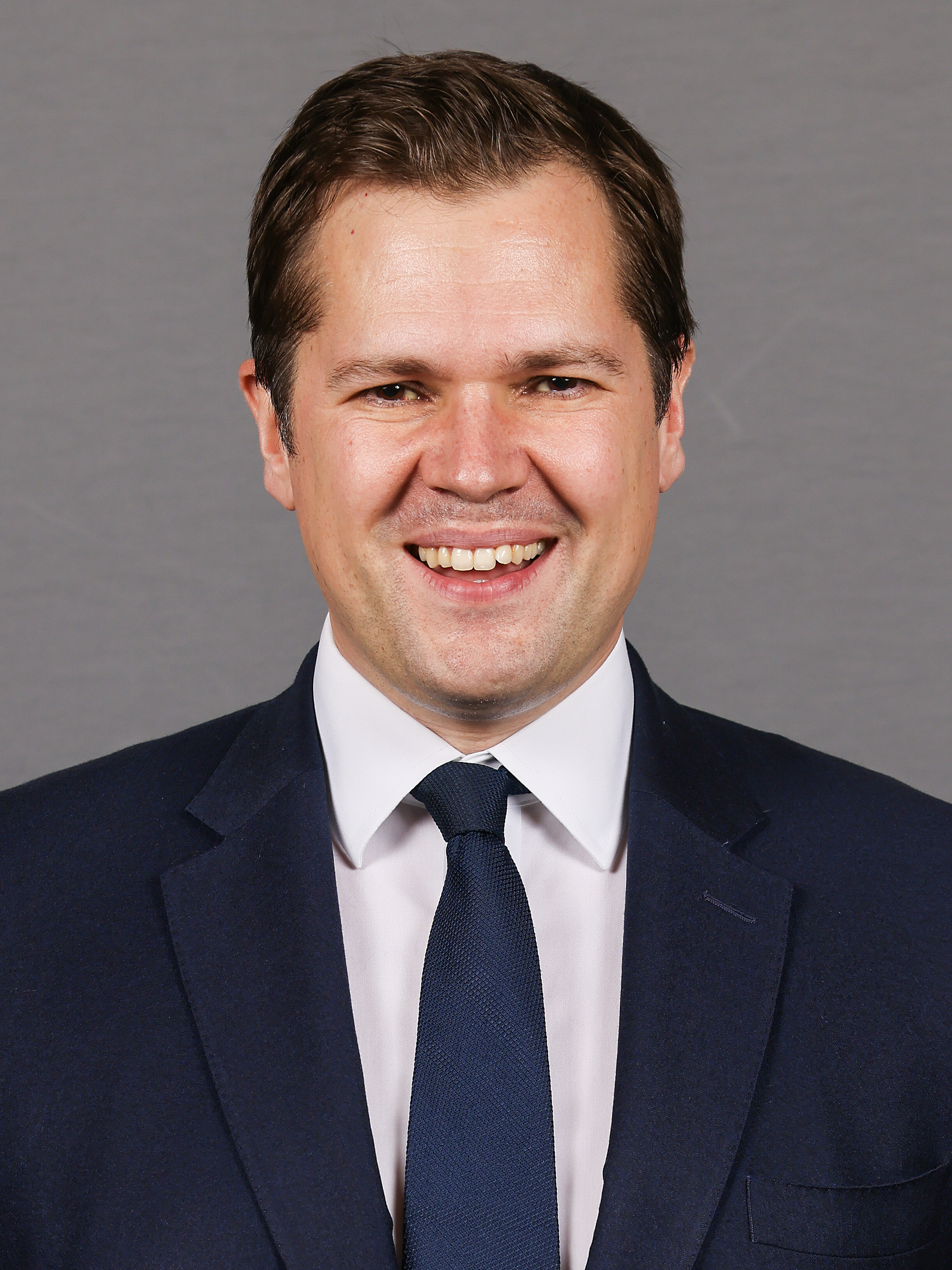
Robert Jenrick (2022)

Robert Edward Jenrick (* 9. Januar 1982 in Wolverhampton) ist ein Politiker der britischen Konservativen Partei.

## Leben
Seit 2014 ist er Abgeordneter von Newark-on-Trent. Vom 9. Januar 2018 bis zum 24. Juli 2019 war er Staatssekretär im Finanzministerium unter Premierministerin Theresa May. Er war vom 24. Juli 2019 bis zum 15. September 2021 Minister für Wohnungswesen, Gemeinden und Kommunalverwaltung in den Kabinetten Boris Johnson I und II. Von September bis Oktober 2022 war er Staatssekretär (Minister of State) im Ministerium für Gesundheit und Soziale Dienste. Seither war er bis zu seinem Rücktritt Staatssekretär für Immigration.
Jenrick, der als Vertrauter des Premierministers Rishi Sunak gilt, trat am 6. Dezember 2023 aus Protest zurück, weil ihm ein Gesetzesentwurf nicht weit genug ging, mit dem Sunak ein umstrittenes Asylabkommen mit Ruanda durchsetzen will.
Jenrick besitzt drei Wohnimmobilien, eines davon ein mit £2,5 Millionen bewertetes Townhouse in der Nähe der Houses of Parliament. Darüber hinaus gehört ihm Eye Manor, ein als Grade I denkmalgeschütztes Gebäude in Herefordshire, das er 2009 für £1,1 Millionen erworben hatte. Sein Wahlbezirk Newark liegt 240 km entfernt von Herefordshire. 